# F3 Euro Series 2004
Il campionato Euroseries 2004 di Formula 3 fu la seconda edizione delle F3 Euro Series, vinto da Jamie Green.

## Calendario
| Circuiti | Circuiti    | Circuiti               | Circuiti            |
| Round    | Circuito    | Paese                  | Data                |
| -------- | ----------- | ---------------------- | ------------------- |
| 1        | Hockenheim  | Germania (bandiera)    | 16-18 aprile        |
| 2        | Estoril     | Portogallo (bandiera)  | 30 aprile-2 maggio  |
| 3        | Adria       | Italia (bandiera)      | 14-16 maggio        |
| 4        | Pau         | Francia (bandiera)     | 29-31 maggio        |
| 5        | Norisring   | Germania (bandiera)    | 25-27 giugno        |
| 6        | Magny-Cours | Francia (bandiera)     | 2-4 luglio          |
| 7        | Nürburgring | Germania (bandiera)    | 30 luglio-1º agosto |
| 8        | Zandvoort   | Paesi Bassi (bandiera) | 3-5 settembre       |
| 9        | Brno        | Rep. Ceca (bandiera)   | 17-19 settembre     |
| 10       | Hockenheim  | Germania (bandiera)    | 1-3 ottobre         |

## Iscritti
Key: R = Debuttanti. * = "Wild Card".
| #  | Pilota                | Nazionalità            | Team              | Chassis        | Motore       |
| -- | --------------------- | ---------------------- | ----------------- | -------------- | ------------ |
| 1  | Katsuyuki Hiranaka    | Giappone (bandiera)    | Prema Powerteam   | Dallara F304   | Spiess-Opel  |
| 2  | Franck Perera         | Francia (bandiera)     | Prema Powerteam   | Dallara F304   | Spiess-Opel  |
| 3  | Bruno Spengler        | Canada (bandiera)      | Mücke Motorsport  | Dallara F302   | HWA-Mercedes |
| 4  | Robert Kubica         | Polonia (bandiera)     | Mücke Motorsport  | Dallara F302   | HWA-Mercedes |
| 5  | Alexandre Prémat      | Francia (bandiera)     | ASM Formule 3     | Dallara F303   | HWA-Mercedes |
| 6  | Jamie Green           | Regno Unito (bandiera) | ASM Formule 3     | Dallara F303   | HWA-Mercedes |
| 7  | Alexandros Margaritis | Grecia (bandiera)      | Team KMS          | Dallara F303   | Spiess-Opel  |
| 8  | Robert KathR          | Germania (bandiera)    | Team KMS          | Dallara F303   | Spiess-Opel  |
| 9  | Giedo van der GardeR  | Paesi Bassi (bandiera) | Signature         | Dallara F302   | Spiess-Opel  |
| 10 | Nicolas Lapierre      | Francia (bandiera)     | Signature         | Dallara F304   | Spiess-Opel  |
| 11 | Nico Rosberg          | Finlandia (bandiera)   | Team Rosberg      | Dallara F303   | Spiess-Opel  |
| 12 | Andreas Zuber         | Austria (bandiera)     | Team Rosberg      | Dallara F303   | Spiess-Opel  |
| 14 | Philipp Baron         | Austria (bandiera)     | Team Ghinzani     | Dallara F302   | Mugen-Honda  |
| 15 | Derek HayesR *        | Regno Unito (bandiera) | Team Ghinzani     | Dallara F302   | Mugen-Honda  |
| 18 | Maximilian GötzR      | Germania (bandiera)    | TME               | Dallara F303   | TOM's Toyota |
| 19 | Ross ZwolsmanR        | Paesi Bassi (bandiera) | TME               | Dallara F302   | TOM's Toyota |
| 20 | Fernando ReesR        | Brasile (bandiera)     | Swiss Racing Team | Dallara F302   | Spiess-Opel  |
| 21 | Dennis FurchheimR     | Germania (bandiera)    | Swiss Racing Team | Dallara F302   | Spiess-Opel  |
| 22 | Daniel la Rosa        | Germania (bandiera)    | HBR Motorsport    | Dallara F304   | Spiess-Opel  |
| 23 | Hannes NeuhauserR     | Austria (bandiera)     | HBR Motorsport    | Dallara F303   | Spiess-Opel  |
| 24 | Adrian SutilR         | Germania (bandiera)    | Team Kolles       | Dallara F303   | HWA-Mercedes |
| 25 | Tom Kimber-SmithR     | Regno Unito (bandiera) | Team Kolles       | Dallara F302   | HWA-Mercedes |
| 26 | Roberto StreitR       | Brasile (bandiera)     | Prema Powerteam   | Dallara F304   | Spiess-Opel  |
| 27 | Eric SalignonR        | Francia (bandiera)     | ASM Formule 3     | Dallara F303   | HWA-Mercedes |
| 29 | Loïc DuvalR           | Francia (bandiera)     | Signature         | Dallara F302   | Spiess-Opel  |
| 30 | Gregory FranchiR      | Belgio (bandiera)      | Signature         | Dallara F302   | Spiess-Opel  |
| 31 | Marco BonanomiR       | Italia (bandiera)      | Team Ghinzani     | Dallara F302   | Mugen-Honda  |
| 34 | Charles Zwolsman      | Paesi Bassi (bandiera) | Manor Motorsport  | Dallara F302   | HWA-Mercedes |
| 35 | Lewis HamiltonR       | Regno Unito (bandiera) | Manor Motorsport  | Dallara F302   | HWA-Mercedes |
| 37 | Christian MontanariR  | Italia (bandiera)      | Coloni F3         | Lola-Dome F106 | Mugen-Honda  |
| 38 | Toni VilanderR        | Finlandia (bandiera)   | Coloni F3         | Lola-Dome F106 | Mugen-Honda  |
| 41 | Kohei HirateR *       | Giappone (bandiera)    | Prema Powerteam   | Dallara F304   | Spiess-Opel  |

## Risultati
Key: Risultati in grassetto indicano Pole Position
|  | Vittoria |  | 2.Posto |  | 3.Posto |  | Finito a Punti |  | Nessun punto |  | Non Partito |

| Classifica piloti | Classifica piloti   | Classifica piloti | Classifica piloti | Classifica piloti | Classifica piloti | Classifica piloti | Classifica piloti | Classifica piloti | Classifica piloti | Classifica piloti | Classifica piloti | Classifica piloti | Classifica piloti | Classifica piloti | Classifica piloti | Classifica piloti | Classifica piloti | Classifica piloti | Classifica piloti | Classifica piloti | Classifica piloti | Classifica piloti |
|                   | Pilota              | Round 1           | Round 1           | Round 2           | Round 2           | Round 3           | Round 3           | Round 4           | Round 4           | Round 5           | Round 5           | Round 6           | Round 6           | Round 7           | Round 7           | Round 8           | Round 8           | Round 9           | Round 9           | Round 10          | Round 10          | Punti             |
| ----------------- | ------------------- | ----------------- | ----------------- | ----------------- | ----------------- | ----------------- | ----------------- | ----------------- | ----------------- | ----------------- | ----------------- | ----------------- | ----------------- | ----------------- | ----------------- | ----------------- | ----------------- | ----------------- | ----------------- | ----------------- | ----------------- | ----------------- |
| 1                 | Jamie Green         | 4°                | 2°                | 2°                | 2°                | 1°                | 8°                | 1°                | 3°                | 6°                | 2°                | 1°                | -                 | 2°                | 1°                | -                 | 1°                | 1°                | 1°                | -                 | 2°                | 139               |
| 2                 | Alexandre Prémat    | 2°                | 3°                | 1°                | 8°                | 8°                | -                 | -                 | -                 | -                 | 1°                | -                 | 1°                | 6°                | 5°                | 5°                | 3°                | 2°                | 2°                | -                 | 4°                | 88                |
| 3                 | Nicolas Lapierre    | 8°                | -                 | 3°                | 3°                | -                 | 4°                | 2°                | 1°                | -                 | 5°                | 8°                | 4°                | 8°                | 6°                | 2°                | 4°                | -                 | -                 | 1°                | 1°                | 85                |
| 4                 | Nico Rosberg        | 1°                | 1°                | -                 | 4°                | 5°                | -                 | -                 | -                 | 4°                | -                 | 6°                | 2°                | 1°                | 3°                | -                 | -                 | 4°                | -                 | 8°                | 8°                | 70                |
| 5                 | Lewis Hamilton      | -                 | 6°                | -                 | -                 | -                 | 5°                | 4°                | 7°                | 1°                | 3°                | -                 | -                 | 3°                | 4°                | 3°                | 6°                | 7°                | 4°                | 2°                | 6°                | 68                |
| 6                 | Eric Salignon       | 5°                | 5°                | -                 | 1°                | -                 | 1°                | -                 | 4°1               | 7°                | -                 | 2°                | -                 | -                 | -                 | 1°                | 2°                |                   |                   |                   |                   | 64                |
| 7                 | Robert Kubica       | 6°                | 7°                | -                 | -                 | -                 | -                 | 3°                | 2°                | -                 | 4°                | -                 | 5°                | 5°                | 2°                | 8°                | 5°                | -                 | 8°                | 4°                | 7°                | 53                |
| 8                 | Franck Perera       | 3°                | -                 | 8°                | 7°                | -                 | 2°                | 5°                | 6°                | 3°                | -                 | -                 | 8°                | -                 | 8°                | 6°                | -                 | 3°                | 6°                | 5°                | -                 | 48                |
| 9                 | Giedo van der Garde | -                 | 4°                | -                 | 6°                | 3°                | 6°                | -                 | -                 | -                 | -                 | -                 | 7°                | 7°                | -                 | 4°                | 8°                | 5°                | 3°                | -                 | -                 | 37                |
| 10                | Roberto Streit      | -                 | -                 | -                 | 5°                | -                 | -                 | 8°                | 5°                | 5°                | 7°                | 7°                | -                 | -                 | -                 | -                 | -                 | 6°                | 7°                | -                 | 3°                | 28                |
| 11                | Bruno Spengler      | 7°                | -                 | -                 | -                 | 7°                | -                 | 6°                | -                 | 8°                | 6°                | 5°                | 3°                | -                 | 7°                | -                 | -                 | -                 | 5°                | -                 | -                 | 27                |
| 12                | Loïc Duval          | -                 | -                 | 5°                | -                 | -                 | -                 | 7°                | -                 | 2°                | 8°                | 3°                | -                 | -                 | -                 | -                 | -                 | 8°                | -                 | -                 | -                 | 22                |
| 13                | Alex Margaritis     | -                 | 8°                | 6°                | -                 | 6°                | -                 | -                 | -                 | -                 | -                 | 4°                | -                 | -                 | -                 | -                 | -                 | -                 | -                 | 7°                | 5°                | 18                |
| 14                | Daniel La Rosa      | -                 | -                 | -                 | -                 | -                 | 3°                | -                 | -                 | -                 | -                 | -                 | -                 | 4°                | -                 | 7°                | 7°                | -                 | -                 | -                 | -                 | 15                |
| 15                | Katsuyuki Hiranaka  | -                 | -                 | -                 | -                 | 2°                | -                 | -                 | 8°                | -                 | -                 | -                 | -                 | -                 | -                 | -                 | -                 | -                 | -                 | -                 | -                 | 9                 |
| 16                | Charles Zwolsman    | -                 | -                 | -                 | -                 | -                 | -                 | -                 | -                 | -                 | -                 | -                 | 6°                | -                 | -                 | -                 | -                 | -                 | -                 | 3°                | -                 | 9                 |
| 17                | Adrian Sutil        | -                 | -                 | -                 | -                 | 4°                | 7°                | -                 | -                 | -                 | -                 | -                 | -                 | -                 | -                 | -                 | -                 | -                 | -                 | -                 | -                 | 9                 |
| 18                | Dennis Furchheim    | -                 | -                 | 4°                | -                 |                   |                   |                   |                   |                   |                   |                   |                   |                   |                   |                   |                   |                   |                   |                   |                   | 5                 |
| 19                | Maximilian Götz     | -                 | -                 | -                 | -                 | -                 | -                 | -                 | -                 | -                 | -                 | -                 | -                 | -                 | -                 | -                 | -                 | -                 | -                 | 6°                | -                 | 3                 |
| 20                | Tom Kimber-Smith    | -                 | -                 | 7°                | -                 | -                 | -                 | -                 | -                 | -                 | -                 | -                 | -                 | -                 | -                 | -                 | -                 | -                 | -                 | -                 | -                 | 2                 |

| Classifica Team | Classifica Team        | Classifica Team       | Classifica Team |
|                 | Team                   | Team                  | Points          |
| --------------- | ---------------------- | --------------------- | --------------- |
| 1               | Francia (bandiera)     | ASM Formula 3         | 290             |
| 2               | Francia (bandiera)     | Signature             | 144             |
| 3               | Italia (bandiera)      | Prema Powerteam       | 85              |
| 4               | Germania (bandiera)    | Mücke Motorsport      | 80              |
| 5               | Regno Unito (bandiera) | Manor Motorsport      | 77              |
| 6               | Germania (bandiera)    | Team Rosberg          | 70              |
| 7               | Austria (bandiera)     | HBR Motorsport        | 15              |
| 8               | Germania (bandiera)    | Team Kolles           | 13              |
| 9               | Svizzera (bandiera)    | Team KMS              | 12              |
| 10              | Germania (bandiera)    | AB Racing Performance | 6               |
| 11              | Svizzera (bandiera)    | Swiss Racing Team     | 5               |